# Félix Goblet d’Alviella
Félix Albert Graf Goblet d’Alviella (* 26. Mai 1884 in Ixelles; † 7. Februar 1957 in Brüssel) war ein belgischer Fechter, Rechtsanwalt, Sportfunktionär und Journalist.

## Leben
Félix Goblet d’Alviella nahm an zwei Olympischen Spielen teil: 1920 in Antwerpen schied er in der Einzelkonkurrenz mit dem Säbel in der Halbfinalrunde aus, während er mit dem Degen die Finalrunde erreichte und auf Rang zehn abschloss. Mit der Degen-Equipe zog er ebenfalls in die Finalrunde ein, in der sie sich lediglich Italien geschlagen geben musste. Gemeinsam mit Paul Anspach, Victor Boin, Joseph De Craecker, Ernest Gevers, Philippe Le Hardy de Beaulieu, Fernand de Montigny, Léon Tom und Maurice de Wée gewann Goblet d’Alviella somit die Silbermedaille. Bei den Olympischen Spielen 1924 in Paris kam er mit der Säbel-Equipe nicht über die Viertelfinalrunde hinaus.
Er war Rechtsanwalt und Redakteur bei Revue de Belgique. Zudem schrieb Goblet d’Alviella, der Präsident der Societe forestière de Belgique war, mehrere Bücher über Forstwissenschaft. Nach dem Zweiten Weltkrieg wurde er von 1946 bis 1956 Präsident der Fédération Internationale de Gymnastique. Politisch war er auf kommunaler Ebene aktiv. Goblet d’Alviella war verheiratet und trug den Titel eines Comte. Sein Vater Eugène war Politiker und Professor für Geschichte an der Université libre de Bruxelles, sein Sohn Jean war ebenfalls Politiker und später Bürgermeister von Court-Saint-Etienne.